# ليزا كيلي (متسابقة دراجات نارية)
ليزا كيلي (بالإنجليزية: Lisa Kelly)‏ هي متسابقة دراجات نارية أمريكية، ولدت في 8 ديسمبر 1980 في غراند رابيدز في الولايات المتحدة.

## وصلات خارجية
- الموقع الرسمي